# Platycopida
Platycopida is een orde van kreeftachtigen uit de klasse van de Ostracoda (mosselkreeftjes).

## Onderorden
- Kloedenellocopina †
- Platycopina
- Punciocopina †